# Злочин на Коранском мосту
Злочин на Коранском мосту је злочин који су извршили припадници хрватске специјалне јединице полиције предвођене Михајлом Храстовим, над резервистима ЈНА, на Коранском мосту 21. септембра 1991. у близини града Карловца. Том приликом је заробљено 25, а потом и убијено 13 резервиста ЈНА. Док су четворица припадника ЈНА успели да преживе.

## Претходница

### Ситуација у СФРЈ
СФР Југославија је била федеративна држава састављена од 6 република(СР Словенија, СР Хрватска, СР Босна и Херцеговина, СР Црна Гора, СР Србија и СР Македонија). И држава СФРЈ и ЈНА су биле по својој дефиницији замишљене на братству и јединству свих народа и народности који су живели у СФРЈ. Друштвено-економско уређење СФР Југославије је био социјализам. Устав Југославије од 1974. године донео је децентрализацију СФРЈ, која је касније омогућила сепаратистичким снагама у Словенији и Хрватској, да започну разбијање Југославије, праћено крвавим ратовима и прогонима. У свим Уставима Југославије, Југословенска народна армија је била дефинисана као једина оружана сила на територији СФРЈ, а самим тиме и једини међународно признати војни субјекат. 
Крајем 1989. године, Скупштина СФРЈ доноси амандмане на Устав, па тако се једнопартијски систем замењује вишепартијским системом. Што је значило да поред једине до тада парије КПЈ, сада могу да се оснивају и друге странке.

### Ситуација у СР Хрватској
Након одржаних вишестраначких избора у СР Хрватској 22. априла 1990. године у Хрватској је победила странка ХДЗ која је у свом политичком програму јасно истицала жељу за независности тј. одвајање СР Хрватске од СФРЈ. У целој СР Хрватској владала је велика еуфорија због победе ХДЗ на изборима, а након тога све чешће су се могле јавно видети слике усташких злочинаца (Анте Павелића, Алојзије Степинац, Макс Лубурић...), усташки поздрави и чути усташке песме. Србима у СР Хрватској је то будило аветна сећања на прогоне и геноцид из времена НДХ.
Власт СР Хрватске у Загребу, коју су маја 1990. године формирали ХДЗ и Фрањо Туђман је током лета донела одлуку да формира себи и оружане снаге. Већ у пролеће су преузели контролу над полицијом, медијима, Тужилаштвом и државном управом. Тако је октобра и новембра 1990. године у СР Хрватску илегално увезена велика количина наоружања за потребе резервног састава полиције, чланова ХДЗ и ХОС. Ту акцију су водили Мартин Шпегељ и Јосип Бољковац, министри у тадашњој влади Хрватске. КОС ЈНА је снимио филм о овом злочиначком подухвату, а 27. јануара 1991. то и објавио на ТВ Београд.
Од маја 1990. до септембра 1991. године ситуација се из дана у дан погоршавала и Срби у Хрватској су били страховито уплашени за своју личну сигурност и своје имовине. Редовно су се могли видети и усташки графити, а велики број Срба је преко телефона добијао претње да морају да се иселе из својих кућа и оду у СР Србију. Добијали су чак и претећа писма у којима је стајао потпис "ХДЗ". Срби у Хрватској су добијали отказе на послу, а чак су им и деца у школама психо-физички малтретирана. У стамбеним зградама постојали су одређени чланови ХДЗ који су имали задатак да пазе на кретање својих комшија Срба.
Током пролећа 1991. дешавају се појединачни напади на насеља у којима живе Срби или нехрвати: Пакрац, Плитвице, Задар, Борово Село. 25. јуна 1991. Сабор СР Хрватске проглашава независност, док Влада СФРЈ дан касније ту одлуку проглашава неважећом. 7. јула 1991. је склопљен договор на Брионима између представника Словеније, Хрватске и остатка Југославије, уз посредовање Европске заједница, где су Словенија и Хрватска пристале да замрзну своје одлуке о независности три месеца.

## Непосредно пред злочин
Град Карловац је пред рат имао скоро 30% Срба. У Карловцу је ЈНА имала своје две касарне, „Мекушје“ и „Логориште“. У свим градовима Хрватске 1991. где су биле и касарне ЈНА, долазило је до провокација и малтретирање војника и официра ЈНА, од стране хрватског становништва. Дешавало се да им градске власти искључују воду, струју, не дозвољавају доставу хране у касарну и др. У тим касарнама су се већином налазили војници на редовном одслужењу војног рока. Војници и официри ЈНА хрватске и словеначке националности, су од маја 1991. масовно дезертирали из ЈНА, одлазећи кућама, а многи су приступали ЗНГ или у специјалне јединице полиције.

### Изговор за злочин
Код већинског српског села Будачка Ријека, у околини Карловца, 4. августа 1991. године су убијена из заседе четворица припадника МУП-а Хрватске, што је било оправдање пред хрватском јавности за овај злочин над припадницима ЈНА на Коранском мосту. Како је касније Јосип Бољковац, министар у тадашњој Влади Хрватске, сведочио на суду, неко из хрватске обавештајне службе је намерно послао хрватске полицајце према српском селу Будачка Ријека, не би ли добили жртве које су употребљене у пропагандно - психолошком рату тј. прилику да се реванширају Србима и припадницима ЈНА на Кордуну.

## Злочин
21. септембра 1991. око 19 сати, на мосту преко реке Коране, припадници специјалних јединица МУП-а Хрватске и ЗНГ заустављају два камиона са припадницима ЈНА, који су превозили војнике редовног и резервног састава ЈНА из касарне „Мекушје“ у касарну „Логориште“. Припадници ЈНА, било их је 25 у камионима, одмах су заробљени и упућене су им погрдни изрази и псовке. Наређено им је да одмах предају оружје, што су они и учинили, мислећи да ће тако избећи сукобе и убијање.
Одмах по предаји оружја, 17 припадника ЈНА је одведено са моста на Корани, док је осталим војницима ЈНА наређено да легну на коловоз (асфалт) са лицем окренутим на земљу и руке да ставе на потиљак.
Тада је уследило физичко иживљавање припадника МУП-а Хрватске и ЗНГ над заробљеним припадницима ЈНА. Ударани су кундацима и ногама. Војнику Бранку Маџарцу је поломљена рука. Када се заставник ЈНА Никола Бабић побунио против толиког малтретирања, један припадник ЗНГ га је убио ножем, тј. заклао. Затим је и други војник ЈНА убоден два пута ножем у леђа, а потом је убијен рафалом из аутоматске пушке.
Осталим војницима ЈНА је наређено да устану и поређају се поред ограде моста на Корани. Видевши да ће и они бити ликвидирани на сличан начин као њихова два друга, три војника: Бранко Маџарац, Душан Мркић и Небојша Јаснић су скочили преко ограде моста у реку Корану. Остали војници ЈНА на Коранском мосту, сем Светозара Шарца који је тешко рањен, су ликвидирани. Прво им је пуцано из аутоматске пушке у ноге, а онда док су лежали на земљи, једног по једног убијали су на најстрашнији начин, углавном ножем.
Убијањем заробљених војника ЈНА, од стране припадника МУП-а Хрватске и ЗНГ, учињена је тешка повреда Женевске конвенције.

## Имена погинулих припадника ЈНА
1. Бабић Михајла Миле, рођен 1949.
2. Бабић Паје Никола, 1948.
3. Бижић Милана Васо, 1955.
4. Гојковић Шпире Светозар, 1959.
5. Комадина Бошка Зоран, 1964.
6. Козлина Боже Божо, 1954.
7. Лукач Милоша Миленко, 1959.
8. Миловановић Светозара Слободан, 1966.
9. Пеурача Владимира Миле, 1964.
10. Поповић Михајла Небојша, 1967.
11. Савић Душана Милић, 1955.
12. Сипић Ђорђа Јован, 1966.
13. Срдић Симе Милош, 1948.[6]

## Рањени и преживели резервисти ЈНА
1. Душко Мркић,
2. Светозар Шарац,
3. Небојша Јаснић,
4. Бранко Маџарац.

## Индиције о извршиоцу
1. Михајло Храстов,
2. Велимир Хрвојевић,
3. Петар Мандић,
4. Живко Перишић.[7]

## Последице
Лешеви масакрираних припадника ЈНА са Коранског моста су превезени у загребачку болницу на обдукцију. Касније су лешеви предати родбини покојника, која је позвала српску лекарску комисију да прегледа лешеве. Утврђено је да је у загребачкој болници покушано хируршким путем прикрити трагове клања и убода ножем.
Хрватска је након овог злочина на Коранском мосту незадрживо срљала у рат, што и јесте био циљ власти у Загребу, јер како је и сам Фрањо Туђман рекао 1992. на Јелачићевом тргу, да је Хрватска могла добити независност и без рата, али не би била етнички чиста.

### Суђења и пресуде
1992. године хрватски сабор је усвојио Закон о опросту, којим је помиловао све припаднике ХОС, ХДЗ, МУП РХ, као и ЗНГ који су починили кривична дела и ратни злочин.
У мају 1992. године окружно тужилаштво у Карловцу, под притиском међународне заједнице, подиже оптужницу против Михајла Храстова, припадника специјалне полицијске јединице МУП-а Хрватске, због кривичног дела злочин против човечности и међународног права - противправно убијање и рањавање заробљеника. На том суђењу Михајло Храстов је признао да је убио 13 припадника ЈНА и уследило је његово напредовање у хрватској полицији. 1995. на Дан државности добио је од председника Хрватске Фрање Туђмана орден Николе Шубића Зрињског. 1996. године Карловачка жупанија га је прогласила заслужним грађанином доделивши му низ признања.
1999. године суд у Карловцу је осудио шесторицу Срба, међу којима Душан Томић, Милан Томић и Миле Дакић (р. 1931). Они су осуђени на максималне затворске казне за то убиство хрватских полицајаца код Будачке Ријеке. С тим да је тај поступак вођен без присуства Миле Дакића, па је касније на захтев Дакића и Републике Србије обновљен.
Жупанијски Суд у Карловцу је 1993, 2002. и 2007. године ослобађао оптуженог Михајла Храстова због како се наводи „поступка у нужној одбрани“. 
У мају 2009. године Врховни Суд Хрватске је након спроведеног главног претреса први пут прогласио Михајла Храстова кривим и осудио на 8 година затвора, а касније у новембру 2009. преиначио на 7 година затвора. 
Децембра 2010. године Уставни суд Хрватске је укинуо пресуду Врховног суда Хрватске због процедуралних разлога.
2012. године је Врховни суд Хрватске поновио суђење Михајлу Храстову и осудио га 7. септембра 2012. на 4 године затвора. Иначе за ово кривично дело је минимална затворска казна 10 година. Као олакшавајућа околност је узето то што је од кривичног дела прошло 22 године и измењене околности у породичном и друштвеном животу оптуженог, професионалној каријери. Психијатријским вештачењем је утврђено да је оптужени у време извршавања кривичног дела био смањено урачунљив. На ову пресуду су јула 2012. године поднесене жалбе и од оптуженог и од тужиоца.
Судови и Тужилаштва у Хрватској су за овај злочин на Коранском мосту оптуживала само Михајла Храстова, иако су искази преживелих као и судско-медицински налази показивали да је у овом злочину поред Храстова морало учествовати још најмање три особе. Ово суђење је по својој дужини трајања кривично-судског процес рекордер у региону.
Породице настрадалих, пред Окружним судом у Карловцу воде парничне поступке против државе Хрватске за накнаду штете и чекају правоснажност последње кривичне пресуде.